# 實相
實相，漢傳佛教術語，最早源自鳩摩羅什，它被用來代表諸法真實的相貌，意同於真如、法性、法界等。

## 概論
實相一詞，源自於鳩摩羅什所譯佛經，包括《小品般若經》、《妙法蓮華經》、《中論》、《大智度論》等。現代佛教研究者埃坚纳·拉冒特等人，對照梵文原本與鳩摩羅什漢譯本，發現實相並不是由單一梵名詞譯為漢文。他們發現它可以對應到幾個梵文單字，包括：
1. ，又譯為法性、法爾、法如是。
2. ，鳩摩羅什譯為法性，玄奘譯為法界。
3. ，譯為如、真如；，又譯為諸法實相、一切法真如，它是個複合字，由Sarva（一切）、dharma（法）、tathatā（如，真如），所組成。
4. ，又譯為實、真實；或是，又譯為實際。
5. ，又譯為法自性。
6. ，又譯為真實相。

這幾個單字，鳩摩羅什並沒有統一譯為實相，而是根據其上下文來決定翻譯名稱，其共通點在於，這些名詞皆被用來形容諸法相互依存的緣起關係。
《妙法蓮華經》中有實相印。天台智者大師在《法華玄義》中，以諸法實相為一實相印，為大乘佛教的判準。